# Fract OSC
Fract OSC est jeu vidéo de puzzle, d'exploration et de rythme développé par Phosfiend Systems. Ce jeu vidéo indépendant est sorti en avril 2014 sur les plateformes Microsoft Windows et OS X.

## Accueil
- Adventure Gamers : 4,5/5[1]
- Edge : 8/10[2]
- Eurogamer : 8/10[3]
- Polygon : 7/10[4]